# Научно-исследовательский проектно-конструкторский институт морского флота Украины
Государственное предприятие «Научно-исследовательский проектно-конструкторский институт морского флота Украины» с собственным опытным производством, который находится в городе Одессе.
По разработанной в институте проектной документации в разные годы построено более 3 тысяч единиц судов и плавсредств различного назначения.

## История
Центральное проектно-конструкторское бюро (1947—1966)
Черноморское центральное проектно-конструкторское бюро (ЧЦПКБ) (1966—1987)
В 1967 году создано опытно-механическое производство (ОМЗ ЧЦПКБ), на котором производятся опытные образцы, сконструированные инженерами бюро.
Научно-исследовательский проектно-конструкторский институт морского флота Украины с опытным производством (1987—2000)
Государственное предприятие «Научно-исследовательский проектно-конструкторский институт морского флота Украины» с собственным опытным производством (2008)
Основные проекты НИИ:
- грузозахватные приспособления в портах, доки, технология и организация судоремонта, оборудование для очистки и окраски судов на СРЗ;
- пассажирские катера прибрежного плавания, лоцманские катера, бункеровщики, водолеи, зачистные станции, нефтемусоросборщики;
- самоходные и несамоходные суда, лихтеры для реки Дунай, организация работы лихтеровозной системы «Дунай-море»;
- оснащение флота природоохранным оборудованием в соответствии с требованиями международной конвенции МАРПОЛ-73/78;
- полимерные материалы и новые технологии сварки на морском транспорте.

Специалистами института разработаны:
- Кодекс торгового мореплавания Украины;
- Программа стабилизации и развития морского и речного транспорта Украины до 2005 года;
- Программа совершенствования управления и развития портового хозяйства Украины;
- Положение о Национальном Агентстве по морской безопасности Украины.